# 오버드라이브 (2017년 영화)
《오버드라이브》(영어: Overdrive)는 2017년에 개봉한 프랑스의 액션, 스릴러 영화이다. 안토니오 니그렛이 감독을 마이클 브랜트, 데릭 하스가 각본을 맡았다.

## 줄거리
최고의 차만 훔쳐내는 앤드류 & 개릿 포스터 형제. 남부 유럽의 거대한 범죄 조직 보스의 차를 훔치려다 덜미를 잡히게 된다. 목숨을 구하는 대신, 조직을 위협하는 또 다른 세력의 우두머리 ‘클램프’의 유산을 훔쳐내겠다는 조건을 건다. 그 유산은 바로 3천 8백만 달러 가치의 1962년산 페라리 250 GTO.  주어진 시간은 일주일, 화끈한 한탕을 위해 포스터 형제는 팀을 모으기 시작하는데...

## 출연진
- 스콧 이스트우드 - 앤드류 포스터 역
- 프레디 소프 - 개릿 포스터 역
- 아나 디 아르마스 - 스테파니 역
- 가이아 와이즈 - 드뱅 역
- 시몬 압카리언 - 자코모 모리어 역
- 클레멘스 쉭크 - 맥스 클램프 역
- 아브라함 벨라가 - 로랑 모리에 역
- 마그네-하바르드 브렉크 - 쿤 역
- 무사 마스크리 - 파나이 역
- 아나이스 모노리 - 클레어 역
- 레스커 마케돈스키 - 레미 역
- 파비앙 볼프람 - 어린 맥스 클램프 역
- 피에르-마리 모스코니 - 클로슨 경관 역
- 프레더릭 앙스콤브레 - 드폴 경감 역
- 폴 마크 엘리어트 - 경매인 역
- 필립 오렐 - 클램프 경호원 역